# MAN SG xx2
MAN SG xx2 – seria autobusów miejskich, produkowanych przez niemiecką firmę MAN. Jest przegubowym odpowiednikiem modelu SL 202.

## MAN SG 242 H
Pierwsza partia tego typu pojazdów, oznaczona jako SG 242 H z 1985 roku cechowała się silnikiem umieszczonym w tylnej części pierwszego członu, napędzającym środkową oś autobusu. To skomplikowane rozwiązanie wynikało z zastrzeżenia przez Mercedesa urządzenia przeciw wężykowaniu (niem. Knickwinkelsteuerung), koniecznego w przypadku autobusów przegubowych z napędem na oś tylną (tzw. pchaczy).

## MAN SG 242
Produkcja modelu SG 242, w którym napędzana była tylna oś ruszyła dopiero w roku 1986, jednak wyprodukowano niewiele ponad 400 egzemplarzy, albowiem już trzy lata później wprowadzony został przegubowy autobus NG 272.

## MAN SG xx2 w Polsce
Obecnie jedyne w Polsce tego typu autobusy są użytkowane przez, ITS Michalczewski, PKS Rybnik oraz jedna, fabrycznie zakupiona sztuka w MPK Kraków. Autobusy te są spotykane w Polsce w różnych odmianach silnikowych - także SG 272 i SG 292.

## Zakończenie produkcji
Produkcję autobusów serii SG 2x2 zakończono w Niemczech w 1993 roku i przeniesiono do tureckich zakładów MAN AS, gdzie model ten produkowano w wersji SG 312 jeszcze do 1999 roku.